# Tchaj-c’-che (řeka)
Tchaj-c’-che je řeka v ČLR (Liao-ning). Je 406 km dlouhá. Povodí má rozlohu 14 000 km².

## Průběh toku
Pramení ve Východomandžuských horách. Na dolním toku protéká rovinou Sung-liao. Ústí zleva do Liao-che.

## Vodní režim
Zdrojem vody jsou především dešťové srážky. Vyšších vodních stavů dosahuje v létě. Průměrný průtok vody na dolním toku činí přibližně 100 m³/s. Zamrzá v listopadu a rozmrzá na konci února až na začátku března.

## Využití
Využívá se na zavlažování. V údolí řeky leží města Pen-si, Liao-jang.